# 尼斯街

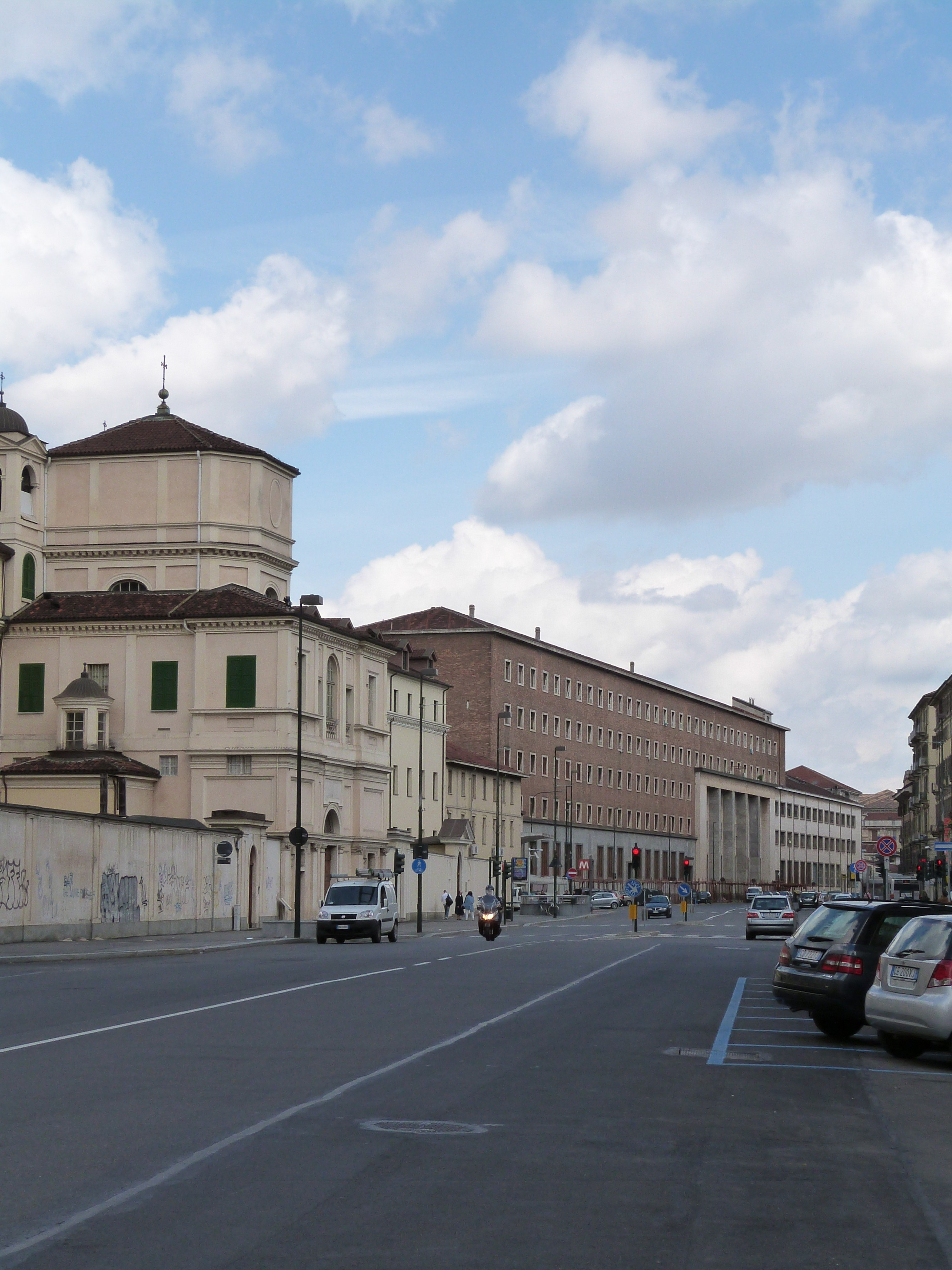
尼斯街

尼斯街（Via Nizza）是意大利都灵的一条重要街道，以法国城市尼斯命名，因为沿着这条街延伸的20号公路一直通往尼斯。这条街始于新门火车站，止于班加西广场（piazza Bengasi），总长度5.2公里。
这条街开辟于十九世纪上半叶，沿街设有豪华典雅的柱廊。1822年，加埃塔诺·隆巴迪设计了第一个柱廊。